# ۱۸۲۸

## رویدادها

### ژانویه
- ۱۸ ژانویه - حزب دموکرات ایالات متحده تشکیل شد.

### فوریه
- ۲۱ فوریه - با امضای عهدنامه ترکمانچای، جنگ دوم بین امپراتوری روسیه و ایران قاجار به پایان رسید.

### آوریل
- ۲۶ آوریل – در اثر بسته شدن تنگه داردانل توسط عثمانی در تلافی دخالت روس ها در جنگ استقلال یونان، امپراتوری روسیه به امپراتوری عثمانی اعلان جنگ کرد.

## زادروزها
- ۸ فوریه - ژول ورن، نویسنده، شاعر و نمایشنامه‌نویس فرانسوی (د. ۱۹۰۵)
- ۱۶ آوریل - فرانسیسکو گویا، نقاش اسپانیایی
- میرزا حسین‌خان سپهسالار، صدراعظم ایران در دوره ناصرالدین‌شاه قاجار
- ۱۸ مارس - رندال کرمر، سیاست‌مدار بریتانیایی (د. ۱۹۱۰)
- ۹ سپتامبر - لئو تولستوی، نمایشنامه‌نویس و نویسنده اهل روسیه (د. ۱۹۰۸)
- ۳۱ اکتبر - جوزف سوان، شیمی‌دان و فیزیک‌دان بریتانیایی (د. ۱۹۱۴)

## درگذشت‌ها
- ۱۶ آوریل - فرانسیسکو گویا، نقاش مشهور اسپانیایی (ز. ۱۷۴۶)
- ۸ مه – مائورو جولیانی، آهنگساز ایتالیایی (ز. ۱۷۸۱)
- ۲۷ ژوئیه - راداما یکم، پادشاه ماداگاسکار (ز. ۱۷۹۳)
- ۱۹ نوامبر - فرانتس شوبرت، آهنگساز اتریشی (ز. ۱۷۹۷)